# Cantone di Saint-Dier-d'Auvergne
Il Cantone di Saint-Dier-d'Auvergne era una divisione amministrativa dell'arrondissement di Clermont-Ferrand.
È stato soppresso a seguito della riforma complessiva dei cantoni del 2014, che è entrata in vigore con le elezioni dipartimentali del 2015.
Comprendeva i comuni di
- Ceilloux
- Domaize
- Estandeuil
- Fayet-le-Château
- Saint-Dier-d'Auvergne
- Saint-Flour
- Saint-Jean-des-Ollières
- Tours-sur-Meymont
- Trézioux